# Campionati italiani assoluti di tennis 2020
I Campionati italiani assoluti di tennis 2020 sono stati un torneo tennistico giocato su terra rossa.
Si è trattato della 92ª edizione dei Campionati italiani assoluti.
Tutti gli incontri si sono giocati al Tennis Club di Todi, in Italia, dal 20 al 28 giugno 2020.

## Partecipanti Uomini[1]

### Teste di serie
| Nazionalità | Giocatore         | Testa di serie | Ranking* |
| ----------- | ----------------- | -------------- | -------- |
| Italia      | Lorenzo Sonego    | 1              | 46       |
| Italia      | Federico Gaio     | 2              | 130      |
| Italia      | Thomas Fabbiano   | 3              | 147      |
| Italia      | Lorenzo Giustino  | 4              | 153      |
| Italia      | Roberto Marcora   | 5              | 158      |
| Italia      | Gian Marco Moroni | 6              | 236      |
| Italia      | Andrea Arnaboldi  | 7              | 282      |
| Italia      | Lorenzo Musetti   | 8              | 284      |

* Ranking al 15 giugno 2020.

### Altri partecipanti
I seguenti giocatori hanno ricevuto una wild card per il tabellone principale:
- Flavio Cobolli
- Luciano Darderi
- Francesco Maestrelli
- Luca Nardi

I seguenti giocatori sono passati dalle qualificazioni: 

- Federico Arnaboldi
- Matteo Arnaldi
- Daniele Capecchi
- Giovanni Fonio
- Luca Giacomini
- Matteo Gigante
- Francesco Passaro
- Giorgio Ricca

I seguenti giocatori sono entrati in tabellone come lucky loser:
- Pietro Rondoni

## Partecipanti Donne[1]

### Teste di serie
| Nazionalità | Giocatrice             | Testa di serie | Ranking* |
| ----------- | ---------------------- | -------------- | -------- |
| Italia      | Jasmine Paolini        | 1              | 95       |
| Italia      | Martina Trevisan       | 2              | 153      |
| Italia      | Elisabetta Cocciaretto | 3              | 157      |
| Italia      | Martina Caregaro       | 4              | 293      |

*ranking al 15 giugno 2020.

### Altre partecipanti
Le seguenti giocatrici hanno ricevuto una wild card per il tabellone principale:
- Eleonora Alvisi
- Melania Delai
- Matilde Paoletti
- Camilla Rosatello

Le seguenti giocatrici sono passate dalle qualificazioni: 

- Nuria Brancaccio
- Huergo Nicole Fossa

## Campioni[2]

### Singolare maschile
Lorenzo Sonego ha sconfitto in finale  Andrea Arnaboldi con il punteggio di 6–4, 6–3.

### Singolare femminile
Jasmine Paolini ha sconfitto in finale  Martina Trevisan con il punteggio di 6–5, ritiro.